# Casa Marotta
La Casa Marotta est un immeuble résidentiel situé à Naples, via Solimena, dans le quartier collinaire du Vomero. 
Le bâtiment a été construit comme groupe d'habitations construites par l'entrepreneur Marotta en 1912 ; le projet a été confié à l'architecte sicilien Leonardo Paterna Baldizzi, qui a créé un bâtiment sobre et original à la fois. Elle a été édifiée dans le style Art nouveau (Liberty en italien), et présente des décorations essentiellement soulignées par le contraste de la couleur ocre sur les murs blancs. 